# Brandon Flynn
Pour les articles homonymes, voir Flynn.
Brandon Flynn est un acteur américain, né le 11 octobre 1993 à Miami (Floride).
Il se fait connaître grâce au rôle de Justin Foley dans la série télévisée américaine 13 Reasons Why.

## Biographie

### Enfance et formation
Brandon Flynn naît le 11 octobre 1993 à Miami, en Floride. Il étudie au lycée New World School of the Arts. En 2016, il sort diplômé de la Mason Growth School of the Arts de l'université Rutgers, à New Brunswick, dans le New Jersey.

### Carrière
À dix ans, Brandon Flynn joue son premier personnage, monsieur Mouche, dans la version musicale de Peter Pan.
Après une première apparition dans le septième épisode de la série télévisée BrainDead, dans le rôle du stagiaire Mike, diffusé en août 2016, il s’entraîne, dans la même année, à devenir Luke pour la pièce de théâtre Kid Victory, une production d’Off-Broadway présentée en février 2017 au théâtre Vineyard.
En 2017, il rejoint la distribution principale de la série télévisée américaine de Netflix, 13 Reasons Why, dans le rôle de Justin Foley. La série est produite notamment par Selena Gomez, est diffusée du 31 mars 2017 au 5 juin 2020 sur Netflix,,.
En 2018, il participe à la troisième saison de True Detective, dans le rôle de Ryan Peters.
En 2020, il participe à la première saison de Ratched, crée par Ryan Murphy sur Netflix.

### Vie privée
En septembre 2017, Brandon Flynn annonce faire partie de la communauté LGBT au moyen d'un post Instagram visant à protester contre un message aérien diffusé à Sydney pour le « non » à la consultation australienne sur la légalisation du mariage homosexuel.
À la même date, il entame une relation avec le chanteur anglais Sam Smith, dont il se sépare en juin 2018. Il aurait été ensuite en couple avec l'acteur Richard Madden de 2018 à 2020 selon de nombreuses rumeurs. Ces dernières n'ont jamais été confirmées, ni par Richard ni par lui.

## Filmographie

### Long métrage
- 2022 : Hellraiser de David Bruckner : Matt
- 2020 : Looks That Kill de Kellen Moore : Max Richards
- 2025 : Un week-end en enfer : Josh

### Courts métrages
- 2017 : Home Movies de Kevin Rios
- 2018 : Binge de Kevin Rios : Johnny

### Séries télévisées
- 2016 : BrainDead : Mike le stagiaire (saison 1, épisode 7 : The Power of Euphemism)
- 2017-2020 : 13 Reasons Why : Justin Foley (49 épisodes)
- 2018 : True Detective : Ryan Peters (3 épisodes)
- 2020 : Day by Day : Ben (saison 1, épisode 1 : Carry Me Home)
- 2020 : Acting for a Cause : Mercutio / Ophelia (2 épisodes)
- 2020 : Ratched : Henry Osgood (4 épisodes)

### Clip
- 2018 : Lockjaw (Cook Thugless feat. Shyrley)

## Théâtre
- 2017 : Kid Victory de John Kander et Greg Pierce : Luke